# シュヴァルの理想宮 ある郵便配達員の夢
『シュヴァルの理想宮 ある郵便配達員の夢』（シュヴァルのりそうきゅう あるゆうびんはいたついんのゆめ、L'Incroyable Histoire du facteur Cheval）は2018年のフランスの伝記映画。
監督はニルス・タヴェルニエ、出演はジャック・ガンブランとレティシア・カスタなど。
フランスの郵便配達員ジョゼフ・フェルディナン・シュヴァルが33年の歳月を費やして1人で築き上げた不思議な建物「シュヴァルの理想宮」の誕生秘話を描いた人間ドラマである。
2018年9月24日に「シュヴァルの理想宮」のあるフランス南東部ドローム県オートリーヴでプレミア上映された。
日本では2019年6月23日に「フランス映画祭2019横浜」で『アイディアル・パレス シュヴァルの理想宮(仮)』のタイトルで上映された後、同年12月13日から一般劇場公開された。

## ストーリー
19世紀末、フランス南東部の村オートリーヴに暮らす郵便配達員のジョゼフ・シュヴァルは妻ロザリーを亡くし、1人息子のシリルとも別れて暮らすことになる。寡黙で人付き合いが苦手なジョゼフは周囲から誤解されがちであるが、郵便配達の際に知り合った未亡人フィロメーヌと恋に落ちて結婚する。しばらくして2人の間には娘アリスが生まれる。はじめは子どもの扱いに戸惑っていたジョゼフも次第に娘を溺愛するようになる。そんなある日、配達の途中で石につまづいて怪我をしたジョゼフは、その石の奇妙な形に興味を持ち、娘アリスのために石を積み上げて宮殿を作ることを思い立つ。妻フィロメーヌの反対を跳ね除け、また村人たちから変人扱いをされながらも、ジョゼフは宮殿づくりを進め、その宮殿を遊び場として育っていくアリスと幸せな日々を送る。次第に宮殿の存在が世に知られるようになると、記者などが訪れるようになる。ところが、幸せな日々は続かず、アリスは15歳で亡くなってしまう。葬儀の場で久しぶりに再会した息子シリルは結婚し、2人の子をもうけており、末娘の名前はアリスだった。こうしてジョゼフは亡き娘アリスと孫のために宮殿の建設を続ける。その中で疎遠だった息子シリルとの距離も縮まり、シリルの勧めで宮殿の写真を絵葉書にして売ることになる。その写真にはジョゼフとシリル、そして家族の姿が収められている。
1912年、建設開始から33年を経て、ようやく宮殿が完成する。しかし、息子シリルが急死し、ジョゼフは息子への思いをきちんと伝えていなかったことを激しく後悔する。それから2年後、妻フィロメーヌを亡くしたジョゼフは家族のために廟を建設し始める。そして宮殿で行われた孫娘アリスの結婚披露パーティの場でジョゼフは幸せを感じるとともに、亡くした娘アリス、息子シリル、そして妻フィロメーヌを思い出す。
1924年にジョゼフは88歳で亡くなる。そして、1969年に宮殿はフランスの重要文化財に指定される。

## キャスト
- ジョゼフ・シュヴァル: ジャック・ガンブラン - 寡黙な郵便配達員。
- フィロメーヌ・シュヴァル: レティシア・カスタ - ジョゼフの後妻。
- アリス・シュヴァル（娘）: ゼリー・リクソン（フランス語版） - ジョゼフとフィロメーヌの娘。
- シリル・シュヴァル: ルカ・プチ・タボレーリ - ジョゼフと前妻の息子。
- アリス・シュヴァル（孫）: デルフィーヌ・ラシュトー - シリルの娘。
- オーギュスト: ベルナール・ル・コク（フランス語版） - 郵便局長。ジョゼフの理解者。
- ガランス: ナターシャ・リンディンガー（フランス語版） - ジョゼフとフィロメーヌの友人。
- フェリシエンヌ: フローレンス・トマシン（フランス語版） - ジョゼフを嫌っている女性。
- バンジャマン・ルクール: オレリアン・ウィイク（フランス語版） - 理想宮を取材しに来た記者。
- ルイ・シャルヴァ: ジュリアン・ペルソナ - シリルの友人の写真家。
- ジョゼフ・キャディエ: エリック・サヴァン（フランス語版） - 世界中を旅している男。

## 作品の評価
アロシネによれば、フランスの17のメディアによる評価の平均点は5点満点中3.2点である。
映画評論家の森直人は「ものづくりに打ち込む父親への敬意は、監督ニルス・タヴェルニエ（父はベルトラン）の「二世」目線もよく効いているように思えた。」と指摘している。